# 日本てんかん協会
公益社団法人日本てんかん協会（にほんてんかんきょうかい）は、「波の会」という別名を持っており、国際てんかん協会 (International Bureau for Epilepsy) の日本支部として活動している。元厚生労働省社会・援護局障害保健福祉部精神・障害保健課所管。現在は、法人運営は内閣府所管。

## 概要
- 主な目的：てんかんに関する社会啓発、調査研究、施策推進と、当事者・家族の相談支援活動、他。
- 本部所在地：東京都豊島区南大塚3-43-11 福祉財団ビル7F
- 代表者：会長（代表理事） 梅本里美

その他役員については、同団体ホームページにて公開されている。

## 沿革
- 1973年（昭和48年）に相次いで設立した「小児てんかんの子どもをもつ親の会」と「てんかんの患者を守る会」の2団体が、1976年（昭和51年）に統合して設立された。
- 1981年（昭和56年）2月に社団法人として許可。
- 2013年（平成25年）4月に公益社団法人に移行（公益法人改革に伴う）。